# Tillandsia purpurea
Tillandsia purpurea là một loài thuộc chi Tillandsia.

## Hình ảnh

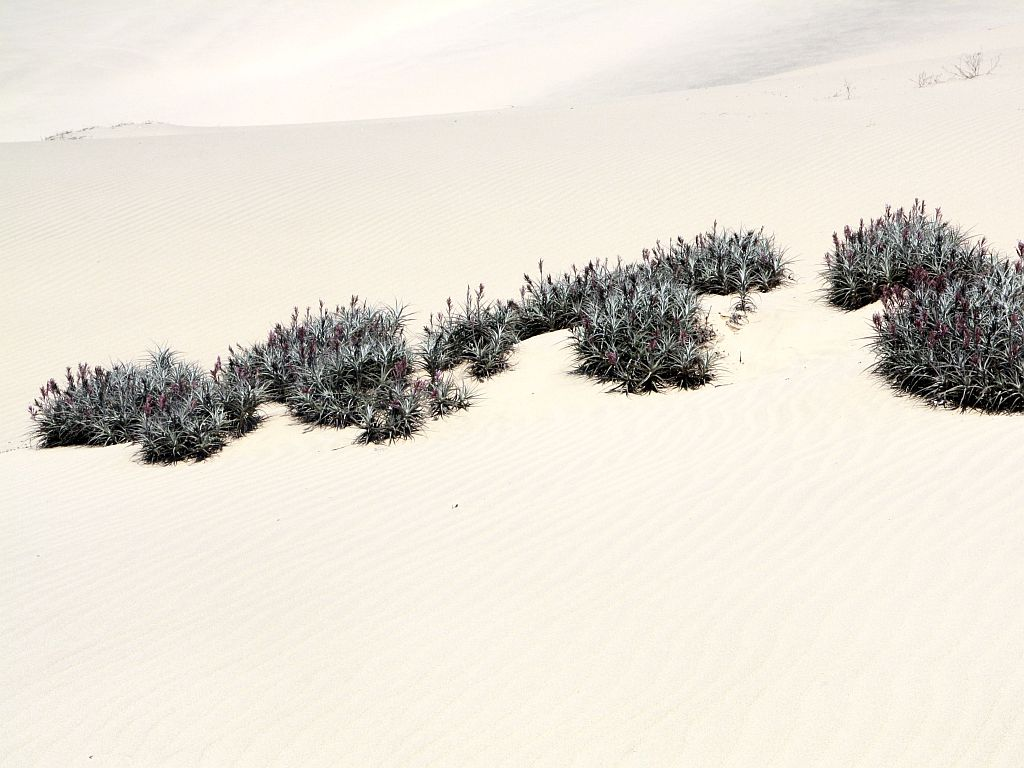
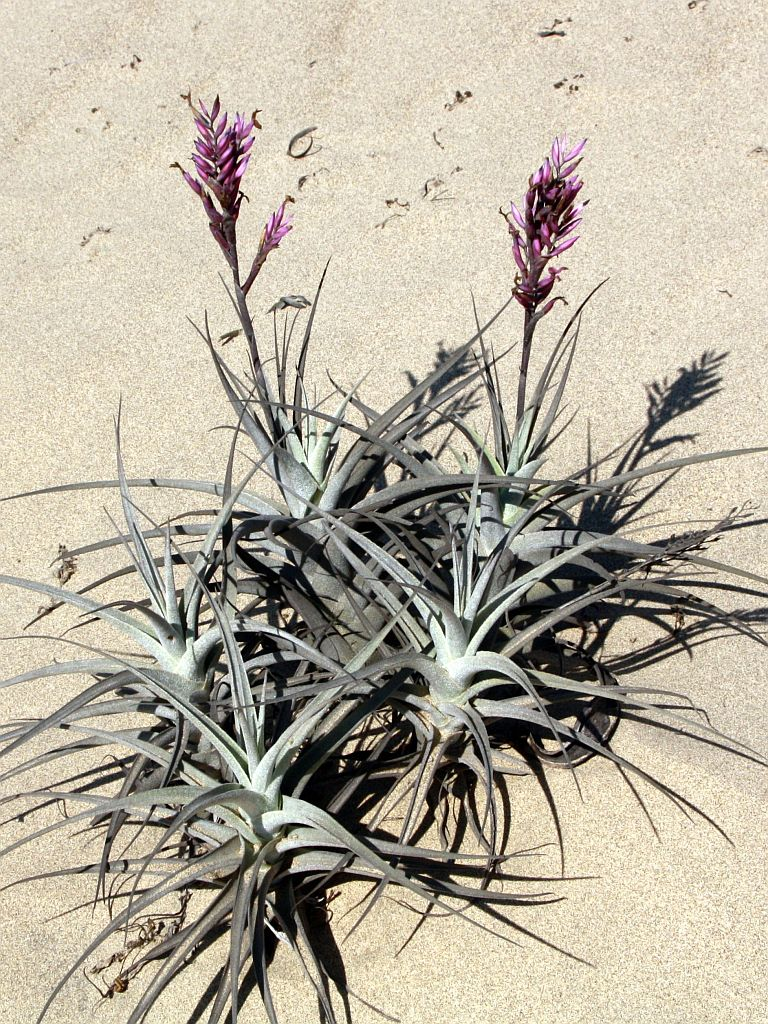
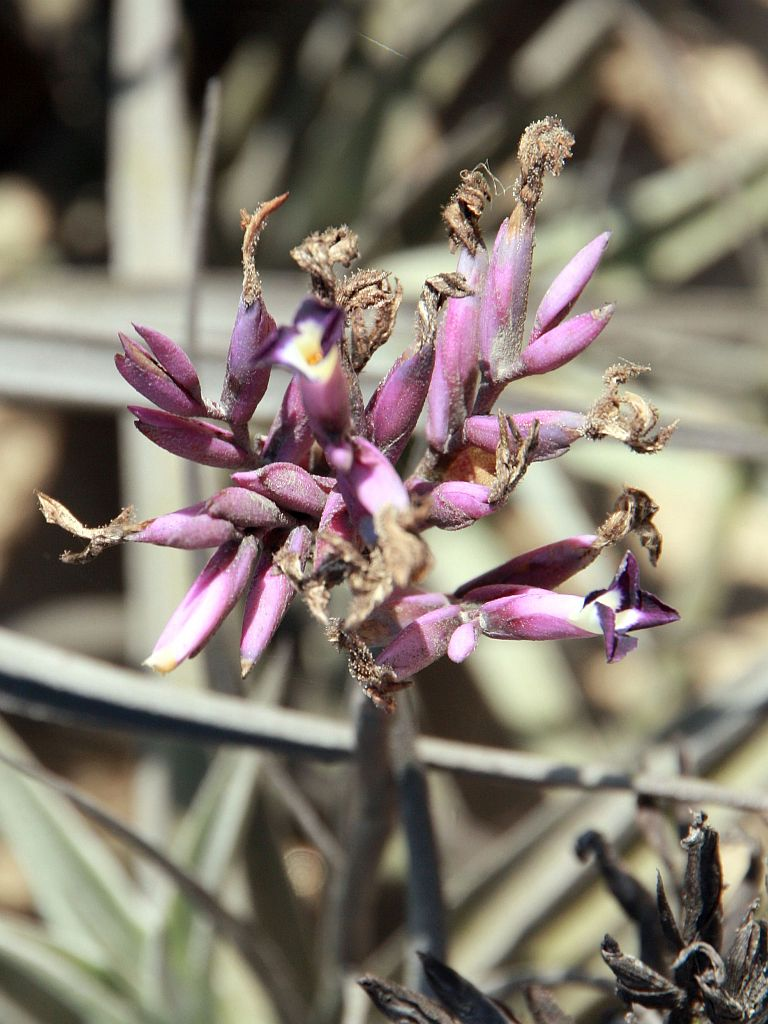

## Giống
- Tillandsia 'Shooting Star'